# Hannah Montana: The Movie (colonna sonora)
Hannah Montana: The Movie è la colonna sonora del film omonimo, interpretata dalla cantante statunitense Miley Cyrus e pubblicata il 24 marzo 2009 dall'etichetta discografica Walt Disney Records.

## Descrizione
Dal punto di vista musicale l'album si caratterizza per sonorità pop e country; la Cyrus ha spiegato come le canzoni siano ispirate dalle sue origini del Tennessee, che sono anche le stesse del personaggio che interpreta nel film.
L'album contiene 18 tracce, di cui 12 sono interpretate da Miley Cyrus divise in 5 come Miley Cyrus e 7 con il nome di Hannah Montana. La traccia The Climb è stata scritta da Jessi Alexander e Jon Mabe ed è stata offerta a vari artisti prima di essere data a Miley; Don't Walk Away, invece è stata coscritta dalla cantante in quanto inizialmente concepita per il suo secondo album in studio Breakout, ma successivamente scartata e ripresa per questa colonna sonora.
Altri artisti sono presenti all'interno dell'album: la cantautrice statunitense Taylor Swift ha scritto le tracce You'll Always Find Your Way Back Home e Crazier, cantando quest'ultima, mentre Billy Ray Cyrus ha scritto e cantato la traccia Back to Tennessee; il gruppo musicale statunitense Rascal Flatts esegue invece le canzoni Backwards e Bless the Broken Road.

## Tracce
1. Hannah Montana – You'll Always Find Your Way Back Home – 3:45 (Taylor Swift, Martin Johnson)
2. Hannah Montana – Let's Get Crazy – 2:37 (Colleen Fitzpatrick, Michael Kotch, Dave Derby, Michael "Smidi" Smith, Stefanie Ridel, Mim Nervo, Liv Nervo)
3. Hannah Montana – The Good Life – 2:59 (Matthew Gerrard, Bridget Benenate)
4. Steve Rushton – Everything I Want – 3:53 (Steve Rushton)
5. Miley Cyrus – Don't Walk Away – 2:48 (Miley Cyrus, John Shanks, Hillary Lindsey)
6. Miley Cyrus – Hoedown Throwdown – 3:02 (Adam Anders, Nikki Hassman)
7. Miley Cyrus – Dream – 3:23 (John Shanks, Kara DioGuardi)
8. Miley Cyrus – The Climb – 3:57 (Jessi Alexander, Jon Mabe)
9. Miley Cyrus and Billy Ray Cyrus – Butterfly Fly Away – 3:10 (Glen Ballard, Alan Silvestri)
10. Rascal Flatts – Backwards (Acoustic) – 3:25 (Marcel Chagnon, Tony Mullins)
11. Billy Ray Cyrus – Back to Tennessee – 4:17 (Billy Ray Cyrus, Tamara Dunn, Matthew Wilder)
12. Taylor Swift – Crazier – 3:13 (Taylor Swift, Robert Ellis Orrall)
13. Rascal Flatts – Bless the Broken Road (Acoustic) – 3:55 (Bobby Boyd, Jeff Hanna, Marcus Hummon)
14. Hannah Montana – Let's Do This – 3:32 (Derek George, Tim Owens, Adam Tefteller, Ali Theodore)
15. Hannah Montana – Spotlight – 3:07 (Scott Cutler, Anne Preven)
16. Steve Rushton – Game Over – 3:53 (Steve Rushton, Antony Westgate, Nigel Clark)
17. Hannah Montana – What's Not to Like – 3:14 (Matthew Gerrard, Robbie Nevil)
18. Hannah Montana – The Best of Both Worlds: The 2009 Movie Mix – 3:07 (Matthew Gerrard, Robbie Nevil)

Traccia aggiunta nella versione digitale internazionale
1. The Climb (Hybrid Pop Mix) – 3:52 (Jessi Alexander, Jon Mabe)

## Successo commerciale
Hannah Montana: The Movie ha debuttato alla seconda posizione della Billboard 200 statunitense, con 139 000 copie vendute nella prima settimana. Nella quarta settimana di permanenza nella classifica l'album ha raggiunto la prima posizione con 133 000 copie, diventando il terzo album della cantante come Hannah Montana a raggiungere la vetta e il quarto in generale, contando anche Breakout, pubblicato con il nome reale della cantante. Anche in Canada l'album ha raggiunto la prima posizione, mantenendola per due settimane consecutive
L'album ha raggiunto la prima posizione anche in Nuova Zelanda, mentre in Australia ha raggiunto la sesta posizione. In Europa Hannah Montana: the Movie ha raggiunto la prima posizione in Austria, Spagna e Portogallo e top 20 in Belgio, Danimarca, Germania, Norvegia, Svezia e Svizzera.

## Classifiche

### Classifiche settimanali
| Classifiche (2009) | Posizione massima |
| ------------------ | ----------------- |
| Australia          | 6                 |
| Austria            | 1                 |
| Belgio (Fiandre)   | 54                |
| Belgio (Vallonia)  | 18                |
| Canada             | 1                 |
| Danimarca          | 9                 |
| Finlandia          | 26                |
| Francia            | 32                |
| Germania           | 6                 |
| Messico            | 3                 |
| Norvegia           | 2                 |
| Nuova Zelanda      | 1                 |
| Portogallo         | 1                 |
| Spagna             | 1                 |
| Stati Uniti        | 1                 |
| Svezia             | 9                 |
| Svizzera           | 13                |

### Classifiche di fine anno
| Classifica (2009) | Posizione |
| ----------------- | --------- |
| Australia         | 15        |
| Austria           | 14        |
| Canada            | 10        |
| Danimarca         | 77        |
| Germania          | 30        |
| Nuova Zelanda     | 12        |
| Spagna            | 14        |
| Stati Uniti       | 5         |
| Svizzera          | 58        |
| Classifica (2010) | Posizione |
| Stati Uniti       | 107       |